# ぎょしゃ座AG星
ぎょしゃ座AG星（ぎょしゃざAGせい）は、ぎょしゃ座の方向にある脈動変光星である。

## 概要
学名はAG Aurigae（略称：AG Aur）。SRD型の半規則型変光星で、変光星総合カタログによれば99日の周期で8.8等と11.8等の間を変光するとされるが、アメリカ変光星観測者協会によれば96日の周期で8.8等と11.3等の間を変光するとされる。ぎょしゃ座AG星が分類されるSRD型は半規則型変光星といっても赤色巨星からなるSRA型やSRB型、赤色超巨星からなるSRC型とは異なるタイプの変光星であり、スペクトル型がF型からK型の黄色巨星ないし黄色超巨星である。従ってぎょしゃ座AG星のスペクトル型は変光星総合カタログでは変光に伴いG2e-K0の間を変化するとされるが、極小期にはM3になることもある。一方アメリカ変光星観測者協会では変光に伴いG0eIb-K0epの間を変化するとされる。